# Pyrinia incensata
Pyrinia incensata är en fjärilsart som beskrevs av Walker 1863. Pyrinia incensata ingår i släktet Pyrinia och familjen mätare. Inga underarter finns listade.